# 小林東
小林東（こばやしひがし）は、大阪府大阪市大正区にある町名。現行行政地名は小林東一丁目から小林東三丁目。

## 地理
大正区の西部に位置し、南に平尾、北に千島、西に小林西、東に西成区と接している。

### 河川
- 木津川

## 世帯数と人口
2019年（平成31年）3月31日現在の世帯数と人口は以下の通りである。
| 丁目         | 世帯数    | 人口    |
| ------------ | --------- | ------- |
| 小林東一丁目 | 18世帯    | 29人    |
| 小林東二丁目 | 888世帯   | 1,754人 |
| 小林東三丁目 | 850世帯   | 1,640人 |
| 計           | 1,756世帯 | 3,423人 |

### 人口の変遷
国勢調査による人口の推移。
| 1995年（平成7年）  | 4,774人 | [ 5 ] |  |
| 2000年（平成12年） | 4,457人 | [ 6 ] |  |
| 2005年（平成17年） | 4,067人 | [ 7 ] |  |
| 2010年（平成22年） | 3,744人 | [ 8 ] |  |
| 2015年（平成27年） | 3,599人 | [ 9 ] |  |

### 世帯数の変遷
国勢調査による世帯数の推移。
| 1995年（平成7年）  | 1,778世帯 | [ 5 ] |  |
| 2000年（平成12年） | 1,749世帯 | [ 6 ] |  |
| 2005年（平成17年） | 1,702世帯 | [ 7 ] |  |
| 2010年（平成22年） | 1,660世帯 | [ 8 ] |  |
| 2015年（平成27年） | 1,566世帯 | [ 9 ] |  |

## 学区
市立小・中学校に通う場合、学区は以下の通りとなる。なお、小学校・中学校入学時に学校選択制度を導入しており、通学区域以外に大正区の小学校・中学校から選択することも可能。
| 丁目         | 番   | 小学校             | 中学校                 |
| ------------ | ---- | ------------------ | ---------------------- |
| 小林東一丁目 | 全域 | 大阪市立小林小学校 | 大阪市立大正中央中学校 |
| 小林東二丁目 | 全域 | 大阪市立小林小学校 | 大阪市立大正中央中学校 |
| 小林東三丁目 | 全域 | 大阪市立小林小学校 | 大阪市立大正中央中学校 |

## 事業所
2016年（平成28年）現在の経済センサス調査による事業所数と従業員数は以下の通りである。
| 丁目         | 事業所数  | 従業員数 |
| ------------ | --------- | -------- |
| 小林東一丁目 | 43事業所  | 328人    |
| 小林東二丁目 | 28事業所  | 336人    |
| 小林東三丁目 | 56事業所  | 290人    |
| 計           | 127事業所 | 954人    |

## 交通
- 大阪府道173号大阪八尾線（大正通）

## 施設
- 大正警察署
- 大阪市消防局 大正消防署
- 大阪市立小林小学校
- 大阪市立大正中央中学校
- 小林公園

## その他

### 日本郵便
- 〒551-0011[3]（集配局：大正郵便局[13]）